# The Infamous Mobb Deep
The Infamous Mobb Deep (с англ. — «Печально известный Мобб Дип») — восьмой студийный альбом американского хип-хоп-дуэта Mobb Deep, выпущенный 1 апреля 2014 года на лейбле рэпера Prodigy, Infamous Records.
The Infamous Mobb Deep — это двойной альбом, который состоит из одного диска с новой музыкой и другого диска из неизданных треков, созданных во время записи второго студийного альбома The Infamous (1995). Альбом записывался с 2011 года, но был отложен из-за вражды, возникшей между Havoc и Prodigy в 2012 году. Однако вскоре они помирились. Дуэт гастролировал, чтобы отпраздновать 20-летие своего дебютного студийного альбома в течение 2013 года. Это привело к тому, что они снова собрались, чтобы вернуться к процессу записи альбома.
В записи альбома приняли участие рэперы French Montana, Juicy J, The LOX, Bun B, Busta Rhymes, Nas, Snoop Dogg и другие. Записи 1994 года содержат гостевые участия от Big Noyd, Ghostface Killah, Raekwon и Nas. Альбом был поддержан выходом синглов «Take You off Here» и «Say Something». Альбом был спродюсирован Havoc'ом при содействии Boi-1da, Illmind и The Alchemist среди прочих.
Альбом дебютировал на 49 месте в чарте Billboard 200 и 10 месте в чарте Top R&B/Hip-Hop Albums в американском журнале Billboard.
По данным Soundscan, за первую неделю было продано 7 тысяч копий альбома. Альбом был назван журналом XXL одним из лучших хип-хоп-альбомов 2014 года.

## Предыстория и развитие
В 2006 году Mobb Deep выпустил свой седьмой студийный альбом Blood Money на лейбле 50 Cent, G-Unit Records. В течение следующих нескольких лет дуэт выпускал различные сольные проекты, песни и EP, раскрывая планы своего восьмого студийного альбома. Однако, 27 июля 2012 года Havoc сообщил сайту AllHipHop; дуэт был в бессрочном отпуске. Havoc и Prodigy разошлись после того, как Havoc атаковал Prodigy в Твиттере, и в итоге в Интернет просочился аудиотрек, в котором он оскорблял Prodigy во время их концерта на мероприятии SXSW. Первоначально Хавок утверждал, что его аккаунты были взломаны. Однако позже он признал, что это был он, так как считал Твиттер неадекватным местом для разрешения конфликта. Он также заявил, что записал дисс-трек на Prodigy.
В январе 2013 года Prodigy объявил, что уверен, что в будущем он сделает запись с Havoc. Затем состав приглашённых участников фестиваля Paid Dues 2013 года показал, что Mobb Deep снова выступит на мероприятии 30 марта 2013 года. Позже они подтвердили, что воссоединятся для фестиваля Paid Dues и международного 20-летнего тура, который начнется в мае 2013 года. 22 марта 2013 года Havoc и Prodigy официально воссоединились для интервью и коснулись вопроса о нестабильности между ними. Prodigy заявил: «В конце концов, музыка — это самая важная вещь, и наша любовь друг к другу, и это правильно, поэтому мы вернёмся к работе».
17 декабря 2013 года было объявлено, что альбом будет двойным, второй диск будет содержать неизданные треки и записи сессий со второго студийного альбома дуэта The Infamous. Prodigy заявил, что альбом будет выпущен в марте 2014 года, и теперь он будет называться The Infamous Mobb Deep. Позже он сказал, что весь проект вернётся к их оригинальному мрачному нью-йоркскому звучанию.

Prodigy объяснил XXL; 
«Я бы сказал, что наш фирменный звук — тёмный, зловещий тип звучания. Есть определённые вещи, которые мы переживаем в наших жизнях прямо сейчас, и тексты песен актуальны. Всё, что мы говорим, происходит прямо сейчас. Каждый альбом такой, это капсула времени того периода. Так что теперь, в 2014 году, вы услышите, что мы переживаем через нашу лирику, что происходит в нашей голове, в голове взрослых людей.»
.

## Запись и продакшн
В мае 2011 года Havoc объявил, что они записывают их одноимённый восьмой студийный альбом. Он сообщил, что альбом будет содержать продакшн от него, The Alchemist, Sid Roams, DJ Premier, MTK, Cardiak и J.U.S.T.I.C.E. League, а также другие гостевые появления таких рэперов, как Lil' Kim, Rick Ross, Wiz Khalifa, Odd Future и Nas.
В мае 2013 года вышел третий студийный альбом Havoc, 13. Havoc объявил, что он и Prodigy находятся в студии более месяца, работая над их восьмым студийным альбомом, который он заявил, что уже «наполовину закончен». Он также упомянул, что он будет делать всю работу по продакшену над альбомом. 6 августа 2013 года Prodigy объявил, что они закончили девять песен для альбома, и подтвердили, что альбом будет называться Mobb Deep. 4 ноября 2013 года Prodigy объявил, что The Alchemist, и возможно, Action Bronson и Earl Sweatshirt будут среди немногих приглашенных гостей на альбоме.
В январском интервью 2014 года для журнала Vibe, музыкальный продюсер Boi-1da подтвердил, что работает над альбомом, сказав: «Это новая эра встретилась с той старой эрой Мобб. Я был большим поклонником Mobb Deep и продакшена Havoc, поэтому я подтянулся, и мы с ним продюсируем записи вместе, отправляем материал туда и обратно. Могу сказать, что на новом альбоме Mobb Deep есть некоторые записи, которые я и Havoc сделали вместе. Это то, что я вычеркнул из своего списка желаний.».
Во время интервью Prodigy с журналом XXL в том же месяце он заявил, что Havoc, The Alchemist, Illmind и Boi-1da будут продюсировать альбом. Он также подробно остановился на неизданном материале, сказав, что он будет содержать никогда ранее не слыханные скиты и куплеты Ghostface Killah, Raekwon, Nas, N.O.R.E. и Mobb Deep. В марте 2014 года Prodigy подтвердил, что на альбоме будут представлены рэперы Bun B и Juicy J в песне под названием «Legendary». Список треков показал появление таких гостей на альбоме, как French Montana, The LOX, Bun B, Juicy J, Mack Wilds, Big Noyd, Busta Rhymes и Snoop Dogg.

## Релиз и продвижение
21 ноября 2011 года дуэт выпустил EP под названием Black Cocaine (с англ. — «Чёрный кокаин»). 10 января 2014 года Mobb Deep начали гастролировать в туре под названием The Infamous Mobb Deep в рамках продвижения альбома. 31-й концерт в рамках тура по Северной Америке продлился до 2 мая 2014 года. Они последуют за этими датами в европейской части тура в следующие месяцы.
18 февраля 2014 года Mobb Deep показал обложку альбома и назвал дату выпуска альбома — 1 апреля 2014 года. Кроме того, PledgeMusic принял предварительный заказ на делюкс-издание альбома, который дал клиентам возможность получить подписанные футболки и винилы, а также уникальные впечатления, такие как VIP-напитки с Prodigy, шоу только для PledgeMusic, ограниченный выпуск велосипеда Infamous и доступ к неизданным трекам. После этого дуэт выпустит дуэт супер делюкс-версию, которая будет включать в себя ремастеринговую копию оригинального альбома Infamous и документальный фильм 2012 года, выпущенный Red Bull. Супер делюкс-версия будет доступна только в виде физической копии.

### Синглы
Первый сингл альбома «Taking You Off Here» был впервые показан 29 января 2014 года на радиостанции Hot 97 в Нью-Йорке. Это был первый официальный релиз песни с альбома. Затем, через два дня, песня была выпущена для цифрового скачивания. 5 марта 2014 года было выпущено музыкальное видео для «Take You Off Here». Второй сингл альбома «Say Something», спродюсированный Illmind, был выпущен 12 марта 2014 года.

## Приём критиков
| Оценки критиков | Оценки критиков |
| Источник        | Оценка          |
| --------------- | --------------- |
| AllMusic        | [ 1 ]           |
| Exclaim!        | 9/10            |
| HipHopDX        | [ 30 ]          |
| The National    | [ 31 ]          |
| Pitchfork Media | 4.9/10          |
| Rolling Stone   | [ 33 ]          |
| USA Today       | [ 34 ]          |
| XXL             | 4/5 (XL)        |

The Infamous Mobb Deep был встречен в целом позитивно музыкальными критиками. На сайте Metacritic, который присваивает нормализованные оценки из 100 обзоров от основных критиков, альбом получил средний балл 70, основанный на 7 отзывах, что указывает на "в целом благоприятные отзывы. Дель Ф. Коуи из 'Exclaim! Заявил: «Это долгожданное возвращение в форму». Составляя обзор для Rolling Stone, Кристофер Р. Вейнгартен прокомментировал: «Злой, резкий восьмой альбом дуэта — первый, кто по-настоящему воспримет их статус аутсайдеров, завернув себя в низкокачественную, пригодную для аудиоплеера Walkman атмосферу, которая имеет доминирует над сольными работами Prodigy и Havoc на независимых лейблах. Чисом Узосике из XXL дал альбому рейтинг „XL“, сказав, что „The Infamous Mobb Deep является обязательным атрибутом в коллекции настоящих фанатов Mobb Deep. Создание такого качественного хип-хоп-альбома, спустя два десятилетия после вашего выдающегося опуса, — замечательный подвиг. Такое долголетие в хип-хопе встречается редко, и Prodigy и Havoc заслуживают их должного уважения. Если это последний альбом Mobb Deep, этот легендарный дуэт не сможет выбрать гораздо лучшего способа уйти.“
Мартин Кабальеро из USA Today сказал: „Mobb Deep возвращаются к духу своего прорывного альбома The Infamous на их восьмом альбоме. Эта запись установила фирменный бренд дуэта из Куинса нигилистического рэпа поверх опьяняющих тёмных инструменталов, и теперь The Infamous Mobb Deep не далеко уходит от этой успешной формулы“. Гомер Джонсен из HipHopDX сказал: „Здесь нет веселья и игр. Только бизнес. Havoc и Prodigy не подводят, как и всегда“. The Infamous Mobb Deep — это возвращение к корням их творческого сознания, обоснованного почти 20 лет назад и с высокой точностью. The Infamous Mobb Deep с громким составом приглашённых лириков и бандой продюсеров — это громкий призыв к пробуждению хип-хопа. Рэп — это выживание сильнейших, а Mobb Deep по-прежнему бродит среди сильных.». Адам Вордкман из The National заявил: «Хотя сочетание классики с современностью рискованно, это интересная демонстрация развития бандитской методологии Mobb Deep. Хотя через два часа, весь опыт может проверить терпение непосвящённых».

## Список композиций
| №   | Название                                                        | Продюсер(ы)                             | Длительность |
| --- | --------------------------------------------------------------- | --------------------------------------- | ------------ |
| 1.  | «Taking You Off Here»                                           | Havoc                                   | 3:23         |
| 2.  | «Say Something»                                                 | Illmind                                 | 4:00         |
| 3.  | «Get Down» (featuring Snoop Dogg)                               | Havoc                                   | 4:24         |
| 4.  | «Dirt»                                                          | Illmind, Gabriel Lambirth, Karon Graham | 2:52         |
| 5.  | «Timeless»                                                      | Beat Butcha                             | 4:25         |
| 6.  | «All a Dream» (featuring The Lox)                               | Michael Uzowuru, Om'Mas Keith           | 5:06         |
| 7.  | «Low» (featuring Mack Wilds)                                    | Sevn Thomas, Havoc, Boi-1da             | 3:27         |
| 8.  | «Murdera»                                                       | Illmind                                 | 3:25         |
| 9.  | «Check the Credits»                                             | Illmind                                 | 3:06         |
| 10. | «Gimme All That»                                                | Havoc                                   | 3:31         |
| 11. | «Legendary» (featuring Bun B and Juicy J)                       | Havoc, Boi-1da, The Maven Boys          | 4:01         |
| 12. | «Lifetime»                                                      | The Alchemist                           | 3:06         |
| 13. | «My Block»                                                      | Kaytranada                              | 2:07         |
| 14. | «Henny» (featuring French Montana, Mack Wilds and Busta Rhymes) | Havoc, Salaam Remi                      | 3:41         |
| 15. | «Conquer»                                                       | Havoc                                   | 3:22         |
| 16. | «Waterboarding»                                                 | The Alchemist                           | 3:34         |
| 17. | «Get It Forever» (featuring Nas)                                | The Alchemist                           | 3:58         |

| №   | Название                                                               | Продюсер(ы)     | Длительность |
| --- | ---------------------------------------------------------------------- | --------------- | ------------ |
| 1.  | «Eye for an Eye» (featuring Nas, Raekwon and Ghostface Killah)         | Mobb Deep       | 6:48         |
| 2.  | «Skit» (featuring Raekwon and Nas)                                     | Mobb Deep       | 2:31         |
| 3.  | «Get It In Blood» (featuring Infamous Mobb)                            | Mobb Deep       | 5:33         |
| 4.  | «Gimme the Goods» (featuring Big Noyd)                                 | Mobb Deep       | 5:19         |
| 5.  | «If It’s Alright» (featuring Big Noyd)                                 | Mobb Deep       | 5:12         |
| 6.  | «Skit Mobb Deep 1995»                                                  | Mobb Deep       | 1:25         |
| 7.  | «Survival of the Fittest (Extended Remix)» (featuring Crystal Johnson) | Mobb Deep       | 5:15         |
| 8.  | «Temperature’s Rising (Remix)» (featuring Crystal Johnson)             | The Abstract[a] | 5:19         |
| 9.  | «The Bridge» (featuring Big Noyd)                                      | Mobb Deep       | 5:35         |
| 10. | «Skit» (featuring Big Noyd)                                            | Mobb Deep       | 1:52         |
| 11. | «The Money» (featuring Killer Black and Karate Joe)                    | Mobb Deep       | 7:16         |
| 12. | «The Money» (Version 2)                                                | Mobb Deep       | 4:33         |
| 13. | «We About to Get Hectic» (featuring Twin Gambino)                      | Mobb Deep       | 4:47         |
| 14. | «The Infamous»                                                         | Mobb Deep       | 4:03         |

- ↑  Mobb Deep по ошибке зачислен на альбом в качестве продюсера «Temperature’s Rising (Remix)»[37]

## Чарты

### Еженедельные чарты
| Чарт (2014)                            | Высшая позиция |
| -------------------------------------- | -------------- |
| США (Billboard 200)                    | 49             |
| США (Billboard Independent Albums)     | 11             |
| США (Billboard Top R&B/Hip-Hop Albums) | 10             |